# Dionte Christmas
Dionte Lamont Christmas (Filadelfia, Pensilvania; 15 de septiembre de 1986) es un exjugador de baloncesto estadounidense.

## Trayectoria deportiva

### Instituto
Christmas asistió a la escuela Samuel Fels en Filadelfia. Es su año de junior (2002-03) el promedio 17,7 puntos por partido y fue nombrado con una mención honorable en el All-Public. El logró esto al liderar a City of Philadelphia en puntos, promediando 26,5 puntos por partido y entrando en el Primer Equipo del All-Public y fue nombrado en el Tercer Equipo del All-City.
Después de completar su educación en Samuel Fels, Christmas asistió durante un año a la Philadelphia's Lutheran Christian Academy. Aquí el promedió 18 puntos por partido en el equipo con un balance de 35-3 y entrando nueve de estos jugadores en los equipos de Division I de baloncesto.

### Universidad
Christmas fue reserva en su año de "freshman" en Temple quienes llevaban un balance de 177-15 y tenían en sus filas al futuro jugador de la NBA Mardy Collins. El equipo fue a la NIT, dándole a Christmas su primera saboreada de los juegos postemporada.
En su año de Sophomore (2006-07) fue donde Chirstmas mostró su habilidad, liderando a Temple y a Atlantic 10 promediando 20 puntos por juego. Él fue nombrado en el Segundo Equipo All-Conference y el Jugador más mejorado. El también ganó su primer reconocimiento del Philadelphia Big 5 cuando fue nombrado en el Primer Equipo del All-Big 5. De cualquier manera el año fue decepcionante proviniendo de un equipo que su balance fue de 12-18 y que se perdieron la postemporada.
Christmas en su año de junior (2007-08) lideró de nuevo el Atlantic 10 promediando 19.7 puntos por partido. Al hacer esto, se convirtió en el tercer jugador en la historia de la conferencia en liderar a la liga en puntos por años consecutivos. Al final del año Christmas fue nombrado en el Primer Equipo All-Conference y All-Big 5. En el 2008 Atlantic 10 Tournament, Temple venció a LaSalle, Charlotte y St. Joseph's para ganar el título de la conferencia y entrar automáticamente en el 2008 NCAA Tournament. Christmas fue nombrado el Jugador más Sobresaliente del evento después de anotar 57 en los 3 juegos, incluyendo 22 en el juego final.
Christmas empezó su año de senior con la llamada de la pretemporada del All-American. Fue fichado para la pretemporada del Atlantic 10 y el All-Conference donde quedó segundo como candidato para las listas tanto del Wooden Award como del Lowe's Senior Class Award. El 13 de diciembre de 2008 anotó su récord en puntos siendo 35 puntos en un partido televisado nacionalmente. Y fue fichado por ESPN.com como el Jugador Nacional de la Semana por sus esfuerzos.
Christmas terminó su carrera en Temple con un total de 2.043 puntos, convirtiéndose en el cuarto jugador en llegar a la marca de los 2.000 puntos en la historia del básquetbol universitario. En su última temporada marcó el récord por más triples convertidos en una temporada (107) y en carrera (317). En la historia de Temple, Christmas aparece en los primeros diez en triples intentados y porcentaje de trples. Además, es el primer jugador en liderar el Atlantic 10 en puntos durante tres temporadas consecutivas.

#### Estadísticas Universitarias
| Temporada | Equipo      | J   | Pts  | Reb | Ast | Rob | Tap | %TC  | %T3  | %TL  | Min  | Per |
| --------- | ----------- | --- | ---- | --- | --- | --- | --- | ---- | ---- | ---- | ---- | --- |
| 2005-06   | Temple Owls | 32  | 3,5  | 1,6 | 0,5 | 0,5 | 0,2 | .281 | .250 | .587 | 11,3 | 0,4 |
| 2006-07   | Temple Owls | 30  | 20,0 | 4,2 | 2,1 | 1,4 | 0,4 | .466 | .400 | .871 | 34,3 | 2,4 |
| 2007-08   | Temple Owls | 34  | 19,7 | 5,9 | 2,5 | 1,4 | 0,2 | .439 | .369 | .772 | 37,2 | 2,8 |
| 2008-09   | Temple Owls | 34  | 19,5 | 5,8 | 2,9 | 1,5 | 0,1 | .414 | .352 | .753 | 35,0 | 2,9 |
| Total     | Total       | 130 | 15,7 | 4,4 | 2,0 | 1,2 | 0,2 | .425 | .360 | .777 | 29,6 | 2,2 |

### Profesional
Christmas no fue elegido en el Draft de la NBA de 2009, pero el 28 de junio, fue invitado para unirse a los Philadelphia 76ers en la NBA Summer League. También fue invitado para participar contra Los Angeles Clippers en la  Liga de verano de Las Vegas. El 29 de septiembre de 2009, firmó un contrato con los 76ers, pero luego fue liberado en menos de un mes, al 21 de octubre de 2009.
Christmas, luego, jugó profesionalmente para Hapoel Afula en la Super Liga de Israel durante la temporada 2009-2010. También jugó para los Sacramento Kings en la Liga de verano de la NBA en 2010. En febrero de 2011, firmó con los ČEZ Basketball Nymburk de la Liga de República Checa.
En abril de 2011 es contratado por PAOK de la Liga de baloncesto de Grecia, hasta el final de la temporada. Para octubre de 2011, firma contrato con el equipo griego Rethymno. En abril de 2012 acuerda para jugar con los Houston Rockets de la NBA, pero no llega a debutar con el equipo.
En julio de 2012, jugó para los Boston Celtics en las dos Liga de verano de la NBA. Firmó un contrato por dos años con los Celtics el 31 de julio de 2012. Pero el 16 de octubre fue dejado libre.
En la Liga de verano de la NBA del 2013, se unió a los Utah Jazz para la Orlando Summer League y a los Phoenix Suns para Las Vegas Summer League. Finalmente firma un contrato estable con los Suns luego de la competición El 1 de noviembre de 2013, hizo su debut en la NBA registrando 9 puntos y 4 rebotes en 15 minutos de acción ante los Utah Jazz.
En julio de 2014, participó con los Suns en la NBA Summer League. El 24 de julio de 2014, fue descartado por los Suns. El 26 de septiembre de 2014, firmó con los New Orleans Pelicans. Sin embargo, fue descartado por los Pelicans a mediados de octubre de 2014.
En 2016, llegó en el tramo final de la temporada al desahuciado Konyaspor para sustituir a Clay Tucker. En la BSL ha podido demostrar su gran capacidad anotadora, pero también la irregularidad de su tiro exterior, con partidos con 0/10 en triples y otros con 7/10 desde la misma distancia. Sus números han sido 20,2 puntos, 2,8 rebotes y 3,2 asistencias.

## Estadísticas de su carrera en la NBA

### Temporada regular
| Año     | Equipo  | PJ | PT | MPP | %TC  | %3P  | %TL  | RPP | APP | ROB | TPP | PPP |
| ------- | ------- | -- | -- | --- | ---- | ---- | ---- | --- | --- | --- | --- | --- |
| 2013-14 | Phoenix | 31 | 0  | 6.4 | .355 | .290 | .750 | 1.2 | .3  | .1  | .1  | 2.3 |
| Total   | Total   | 31 | 0  | 6.4 | .355 | .290 | .750 | 1.2 | .3  | .1  | .1  | 2.3 |